# Suman Pokhrel
Suman Pokhrel (21 tháng 9 năm 1967) là nhà thơ, nhà viết kịch, dịch giả và nghệ sĩ. Ông là nhà thờ duy nhất của Nepal đã hai lần nhận được Giải thưởng Văn học SAARC, vào năm 2013 và 2015 cho các tác phẩm thơ và những đóng góp của ông cho thơ ca và nghệ thuật nói chung ở khu vực Nam Á.